# Thermes romains du Vieil-Évreux
Les thermes romains du Vieil-Évreux sont un ensemble thermal d'époque romaine. Ils sont situés dans l'enceinte de la ville sanctuaire du Vieil-Évreux, à six kilomètres du centre de l'actuelle ville d'Évreux. L'ensemble thermal fait partie de l'ensemble monumental axial qui comprend le forum et le grand sanctuaire.
L'intégration au sein du trio thermes-temple-théâtre est caractéristique des agglomérations secondaires à vocation religieuse. L'ensemble thermal est légèrement décalé par rapport à l'axe monumental en raison d'un site plus favorable pour son alimentation en eau, car situé légèrement plus bas. Les thermes sont alimentés par l'aqueduc qui semble ceinturer la cité.

## Historique des recherches
Les thermes sont fouillés dès 1801 par F. Rever précédant ainsi de nombreux archéologues qui s'intéressent au site au cours du XXe siècle. De 1973 à 1978, une grande partie des thermes sont dégagés par l'association Archéo 27. Le site est à nouveau fouillé entre 1996 et 1998 puis à nouveau en 2000.

## Organisation
L'édifice est symétrique selon un axe nord-sud orienté de 18° à l'est. Il occupe un espace de 109x116 mètres. La partie centrale est composée d'une enfilade de pièces closes. Au nord de ce bâti se trouve la palestre et au sud une cour.
Cette symétrie ne suggère pas forcément une séparation homme/femme car la palestre, sur laquelle les deux parties donnent, n'est pas cloisonnée.
La construction du complexe thermal s'étale du tout début du IIe siècle au milieu du IIIe siècle et se divise en quatre phases.

### Phase 1
Le bloc thermal et la palestre sont aménagés vers le milieu du IIe siècle. Le balnéaire (l'enfilade des pièces) comprend apodyterium (vestiaire), frigidarium, tepidarium (salle tiède) et caldarium (salle chaude), au centre la chaufferie, puis de l'autre côté dans le même axe, les mêmes pièces, caldarium, tepidarium, frigidarium et apodyterium. L'eau est amenée par un aqueduc en bois.

### Phase 2
L'achèvement du projet initial est daté vers la toute fin du IIe siècle. L'aqueduc en bois est remplacé par un pont canal maçonné au sud des thermes. La cour au sud du balnéraire est aménagée et est close par un portique couvert abritant deux tours d'angle et des latrines.

### Phase 3
De façon symétrique, le frigidarium est remplacé par une salle chauffée, l'apodyterium par le frigidarium. L'apodyterium vraisemblablement chauffé est construit dans l'axe et précède le frigidarium, il dépasse de l'ordonnancement initial et se trouve en saillie de la façade.

### Phase 4
Une dernière phase de transformation est attestée sur le bâtiment mais est interrompue quand l'activité du complexe thermal cesse. Le bâtiment est rapidement démonté et sert de carrière de pierres.